# Velvet (chanteuse)
 (avril 2019).
Si vous disposez d'ouvrages ou d'articles de référence ou si vous connaissez des sites web de qualité traitant du thème abordé ici, merci de compléter l'article en donnant les références utiles à sa vérifiabilité et en les liant à la section « Notes et références ».
Pour les articles homonymes, voir Velvet.
Jenny Marielle Petersson (née le 5 novembre 1975 à Helsingborg en Suède), plus connue sous le pseudonyme de Velvet, est une chanteuse dance-pop. Elle a à ce jour sorti deux albums depuis ses débuts dans la musique en 2005.

## Ses débuts
Velvet déménage de Helsingborg pour Stockholm en 1993 afin d'étudier le ballet au sein du Balettakademien. Elle commence assez tôt à suivre des cours de chant dans son école de danse. Alors qu'elle travaille chez Wallmans, un cabaret, elle se découvre une vraie passion pour le chant et réalise que chanter est ce de quoi elle souhaite vivre. Elle travaille alors pendant huit ans en tant que choriste et danseuse pour de nombreux artistes tels que Lena PH, Markoolio, Carola, Sanne Salomonsen, Orup, Meat Loaf, Martin Stenmarck ou encore Jessica Folcker.
Aussi, Velvet participa aux chœurs cinq années durant pour l'organisation suédoise de l'Eurovision et lors des compétitions un peu partout en Europe.

## Carrière musicale
Velvet est découverte par le label suédois Bonnier Amigo en 2005 avec qui elle signe un contrat. Elle se choisit le pseudnonyme de Velvet après que sa maison de disques lui ait proposé quelques autres noms qui ne l'enchantaient pas vraiment.
Très vite, son premier single Rock Down to (Electric Avenue) sort et devient un tube dans son pays mais aussi dans quelques pays voisins. Ce titre, encore joué fréquemment dans les boîtes de nuit en Suède, resta en tête du Swedish Dance Charts 22 semaines durant. Le second single, Don't Stop Movin' connaît également un certain succès et est suivi d'une tournée.

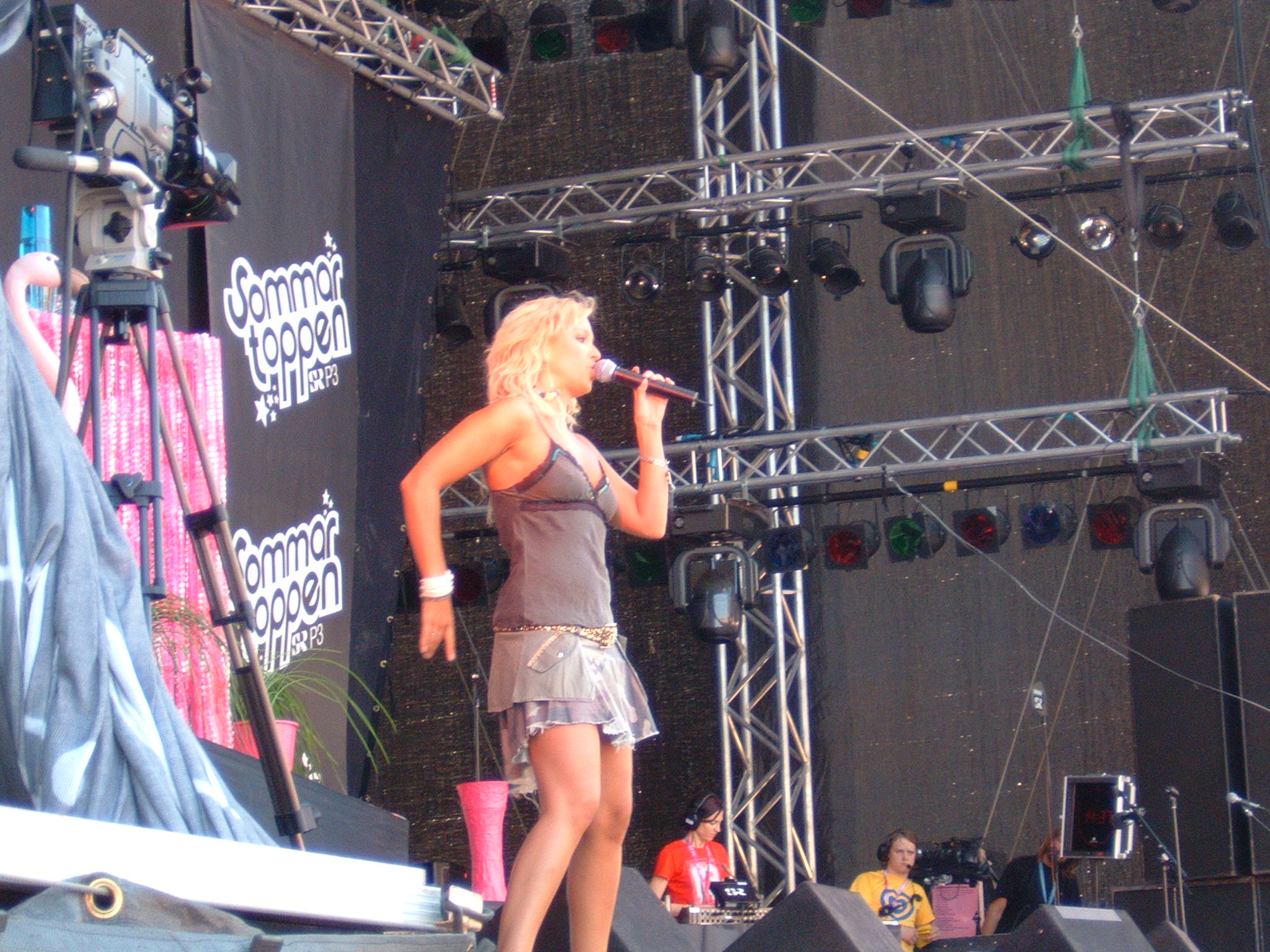
Velvet lors d'un concert tournée en 2005.

En 2006, Velvet participe au Melodifestivalen afin de représenter la Suède lors du concours de l'Eurovision mais n'est pas sélectionnée face la chanteuse Carolina. Elle y interprète son nouveau single Mi Amore qui devient vite un nouveau succès national mais aussi dans certains pays, devenant par exemple Chanson de l'Année 2006 en Bulgarie. Ce titre obtient aussi de bons classements en Russie, Pologne, Hongrie, Grèce ou encore en Italie. C'est la même année qu'elle sort son premier album Finally.
En 2007, Velvet commercialise son quatrième single, Fix Me, qui est alors ajouté à la réédition de son album. Si le titre ne séduit pas autant que les précédents en Russie et en Pologne, il connaît un succès certain aux États-Unis ou il se classe 14e. En août, elle sortita un cinquième single, Chemistry.
Parallèlement à sa carrière de chanteuse, elle travaille en tant que productrice de galas de Noël à travers la Suède où elle se produit aussi en tant qu'artiste.
En 2008, Velvet participe à nouveau au Melodifestivalen avec la chanson Déjà Vu. Bien qu'elle reçoive de bonnes critiques, elle est éliminée en début de concours n'accédant même pas à la finale. Si ce titre devient son plus gros succès en Suède, il est aussi le seul à ne pas se classer dans un pays étranger.
Alors que le titre Fix Me état très diffusé dans les boîtes de nuit anglaises, le single sort officiellement le 11 août 2008 au Royaume-Uni. Le même mois, elle sort également un nouveau single, Take My Body Close qui se classe 8e en Suède et 14e en Pologne.
Chemistry est sorti en tant que single digital aux États-Unis le 11 novembre 2008 et en single physique le 25 novembre. Il ne rencontrera pas le succès et ne sera pas classé. Un clip est tourné à Londres dans le courant de décembre 2008 et une sortie anglaise est programmée pour l'année 2009.
En 2009, Velvet tente une nouvelle fois le concours Melodifestivalen avec le titre The Queen, mais finit 6e. Le 18 mars 2009, elle sort donc son nouvel album, The Queen, album qui contient les singles Fix Me, Chemistry, Déjà Vu, Take My Body Close et The Queen. 

## Discographie

### Singles
| Année | Titre                            | Classement des ventes | Classement des ventes | Classement des ventes | Classement des ventes | Classement des ventes | Album     |
| Année | Titre                            | SUÈ                   | FIN                   | POL                   | RUS                   | É-U Dance             | Album     |
| ----- | -------------------------------- | --------------------- | --------------------- | --------------------- | --------------------- | --------------------- | --------- |
| 2005  | "Rock Down to (Electric Avenue)" | 6                     | —                     | 6                     | 6                     | —                     | Finally   |
| 2006  | "Don’t Stop Moving"              | 8                     | —                     | —                     | 46                    | —                     | Finally   |
| 2006  | "Mi Amore"                       | 5                     | —                     | —                     | 6                     | —                     | Finally   |
| 2007  | "Fix Me"                         | 7                     | —                     | 32                    | 132                   | 14                    | The Queen |
| 2007  | "Chemistry"                      | 8                     | 6                     | 20                    | —                     | —                     | The Queen |
| 2008  | "Déjà Vu"                        | 2                     | —                     | —                     | —                     | —                     | The Queen |
| 2008  | "Take My Body Close"             | 8                     | —                     | 14                    | —                     | —                     | The Queen |
| 2009  | "The Queen"                      | 13                    | —                     | —                     | —                     | —                     | The Queen |

### Albums
| Année | Album     | Suède               | Suède    | Norvège             | Norvège  |
| Année | Album     | Meilleur classement | Semaines | Meilleur classement | Semaines |
| ----- | --------- | ------------------- | -------- | ------------------- | -------- |
| 2006  | Finally   | 46                  | 1        | –                   | –        |
| 2009  | The Queen | 33                  | 3        | 17                  | 6        |